# Supay

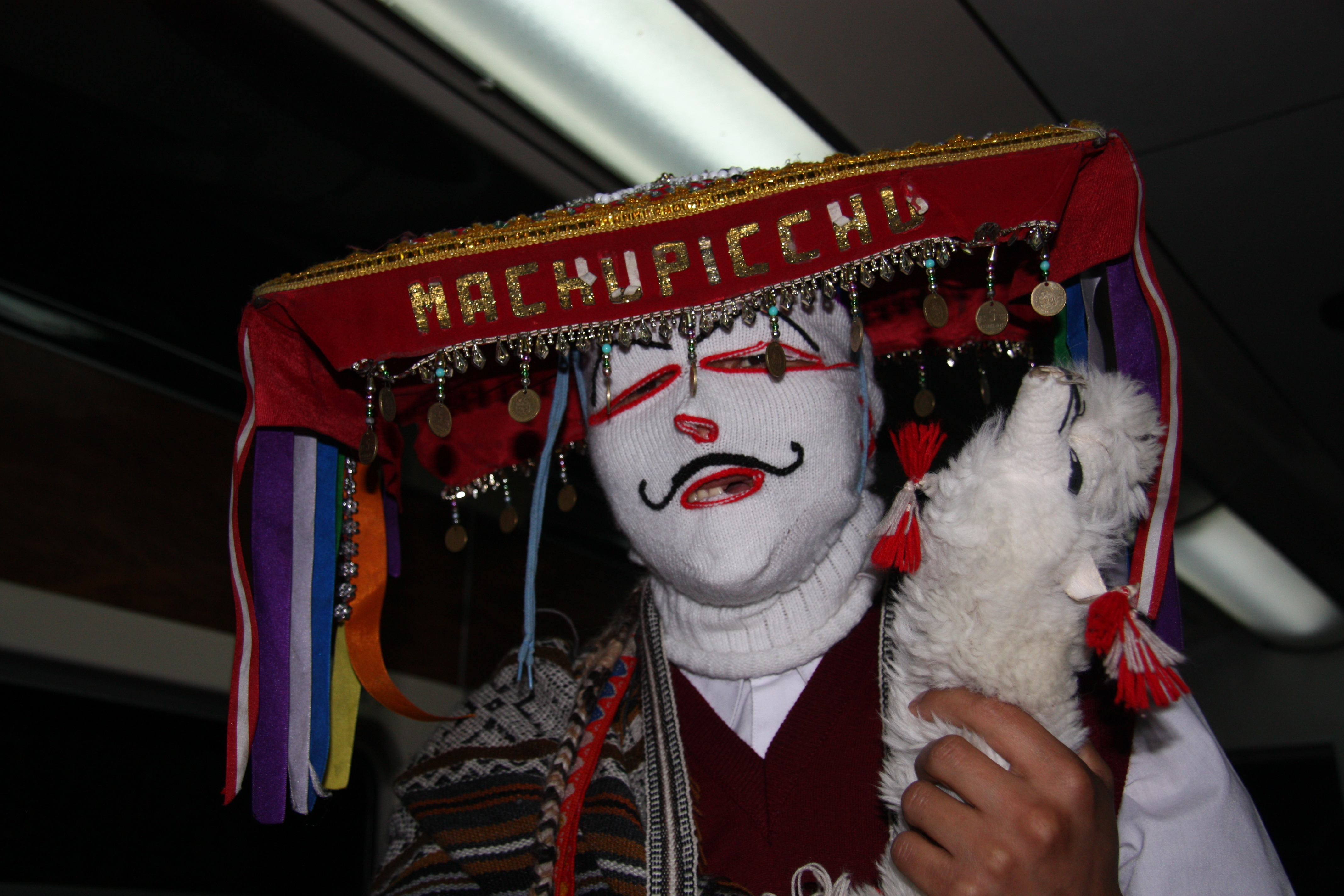
Supay

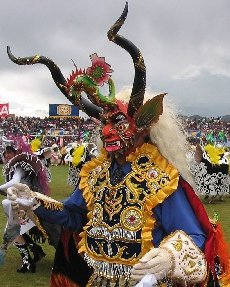
Supay

Tio Supay of Supay (ook wel oom satan) is een god van de inheemse bevolking van de Andes. Tio Supay komt voor in de mythologie van de Inca's en Aymaras. Tio Supay is de god van de doden en heerst over Uca Pacha en een ras van demonen. Uca Pacha is de onderwereld van de Inca's, in Argentinië heerst Supay over Salamanca. 
Tio Supay wordt in verband gebracht met bergen. Supay wordt geassocieerd met rituelen van mijnwerkers. Tijdens de Spaanse kolonisatie van Amerika gebruikten de christelijke priesters de naam Supay om de duivel (el Diablo) aan te duiden. Supay werd echter niet gezien als angstaanjagend wezen, mensen vroegen hem hen geen kwaad aan te doen.
Aanroepingen van Tio Supay (samen met Pachamama) zijn onderdeel van het Carnaval van Oruro. Tio Supay is de voornaamste van de diabladas van Bolivia, Peru en andere landen in de Andes. 
In enkele gebieden van Peru is de traditie van Mamacha Candicha (de vlam maagd) nog aanwezig, de dans van Supay kan door toeristen worden bezocht.